# Públio Calvísio Rusão (cônsul em 53)
Públio Calvísio Rusão (em latim: Publius Calvisius Ruso) foi um senador romano nomeado cônsul sufecto para o nundínio de novembro e dezembro de 53 com Quinto Cecina Primo. A relação de Rusão com os Calvísios Sabinos é desconhecida. Sua carreira deslanchou depois que ele se casou com Júlia Frontina, de uma rica família da Gália Narbonense. Teve dois filhos com ela, Públio Calvísio Rusão, cônsul sufecto em 79, e Públio Calvísio Rusão Júlio Frontino, um alto magistrado (cônsul sufecto?) em 84.